# Karoline Herfurth
Karoline Herfurth (Berlín, 22 de mayo de 1984) es una actriz alemana, más conocida por su participación en la película Perfume: The Story of a Murderer.

## Biografía
Tiene un hermano y cinco medios hermanos.[cita requerida]
Estudió en el "Ernst Busch" en Berlín.

## Carrera
En el 2001 interpretó a Lena en la película Mädchen, Mädchen, también conocida como "Girls on Top".
En el 2002 apareció en la película alemana Big Girls Don't Cry donde interpretó a Steffi, una joven quien junto a su mejor amiga planean vengarse de la amante del padre de Kati (Anna Maria Mühe), luego de descubrir la aventura.
En el 2003 dio vida a la princesa Amalie en la película Mein Name ist Bach.
En el 2004 se unió al elenco de la película Prinzessin macht blau donde interpretó a la joven princesa Sophia, quien harta de las reglas del palacio decide huir para tener una "vida normal".
En el 2006 se hizo conocida por su interpretación como la vendedora de ciruelas, una de las primeras víctimas de Jean-Baptiste Grenouille (Ben Whishaw) en la película Perfume: The Story of a Murderer, en español El perfume, historia de un asesino. La película fue una adaptación cinematográfica del best-seller de Patrick Suskind: la novela Das Parfum.
En el 2008 dio vida a Marthe, una amiga de la universidad de Michael Berg (David Kross) en la película The Reader.
Ese mismo año apareció en la película A Year Ago in Winter donde interpretó a Lilli Richter; por su actuación Karoline recibió el premio "Bavarian Film Award" en la categoría de mejor actriz joven en el 2009.  
En el 2010 interpretó a Lena en la película alemana de vampiros alemana We Are the Night.

## Filmografía

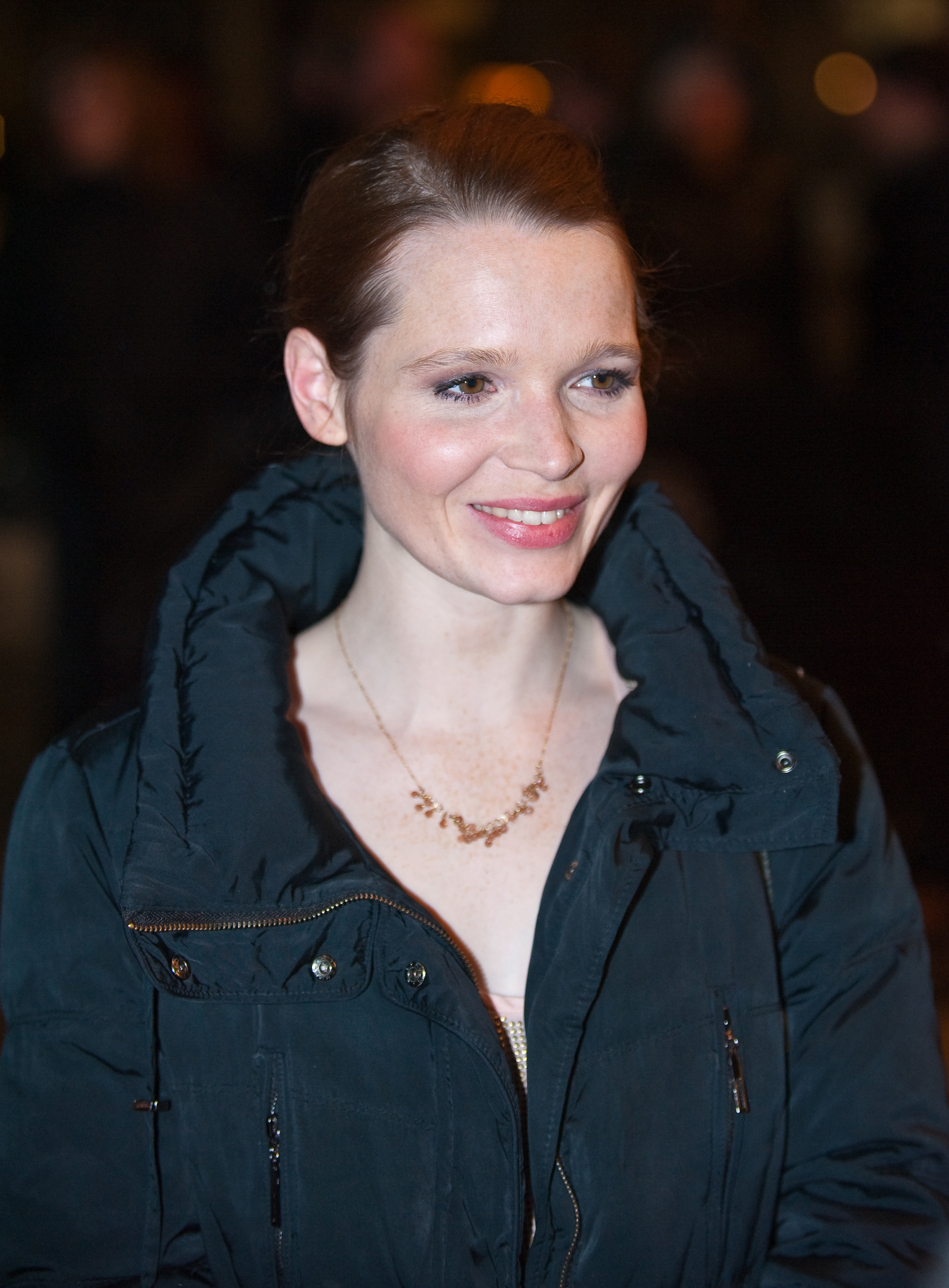
Karoline en el Festival Internacional de Cine de Berlín de 2010.

### Películas
| Año  | Título                             | Personaje               | Notas                                                      |
| ---- | ---------------------------------- | ----------------------- | ---------------------------------------------------------- |
| 2019 | Sweethearts                        | Franny                  | -                                                          |
| 2016 | Rico, Oskar und der Diebstahlstein | Tanja Doretti           | -                                                          |
| 2016 | SMS für Dich                       | Clara                   | -                                                          |
| 2015 | Fack ju Göhte 2                    | Lisi Schnabelstedt      | -                                                          |
| 2015 | Rico, Oskar und das Herzgebreche   | Tanja Doretti           | -                                                          |
| 2015 | Gespensterjäger                    | Hopkins / Frau Hoffmann | -                                                          |
| 2015 | Traumfrauen                        | Hannah Reimann          | -                                                          |
| 2014 | Rico, Oskar und die Tieferschatten | Tanja Doretti           | -                                                          |
| 2013 | Fack ju Göhte                      | Lisi Schnabelstedt      | -                                                          |
| 2012 | Passion                            | Dani                    | -                                                          |
| 2012 | Errors of the Human Body           | Rebekka Fiedler         | -                                                          |
| 2012 | Zettl                              | Verena                  | -                                                          |
| 2011 | Festung                            | Claudia                 | -                                                          |
| 2011 | Das Blaue vom Himmel               | Junge Marga Baumanis    | -                                                          |
| 2010 | So wie wir hier zusammen sind      | Hilde                   | corto                                                      |
| 2010 | Somos la noche                     | Lena                    | conocida como "Wir sind die Nacht"                         |
| 2010 | Das Leben ist zu lang              | -                       | -                                                          |
| 2010 | Vincent will Meer                  | Marie                   | -                                                          |
| 2010 | Jerry Cotton                       | Titelfoto Groschenheft  | -                                                          |
| 2009 | Die Gänsemagd                      | Princesa Elisabeth      | -                                                          |
| 2009 | Berlín 36                          | Gretel Bergmann         | -                                                          |
| 2008 | The Reader                         | Marthe                  | -                                                          |
| 2008 | Im Winter ein Jahr                 | Lilli Richter           | -                                                          |
| 2008 | Das Wunder von Berlin              | Anja Ahrendt            | -                                                          |
| 2007 | Pornorama                          | Luzie                   | -                                                          |
| 2006 | Peer Gynt                          | Solvejg                 | -                                                          |
| 2005 | Perfume: The Story of a Murderer   | Vendedora de Ciruelas   | también conocida como "El perfume, historia de un Asesino" |
| 2006 | Deutschmänner                      | Bianca                  | -                                                          |
| 2005 | Eine andere Liga                   | Hayat                   | -                                                          |
| 2004 | Prinzessin macht blau              | Princesa Sophia         | -                                                          |
| 2004 | Mädchen, Mädchen 2                 | Lena                    | -                                                          |
| 2004 | Anemonenherz                       | -                       | corto                                                      |
| 2003 | Mi nombre es Bach                  | Princesa Amalie         | conocida como "Mein Name ist Bach"                         |
| 2002 | Big Girls Don't Cry                | Steffi                  | conocida como "Große Mädchen weinen nicht"                 |
| 2001 | Mädchen, Mädchen                   | Lena                    | también conocida como "Girls on Top"                       |
| 2000 | Küss mich, Frosch                  | Mary                    | -                                                          |
| 2000 | Crazy                              | Anna                    | -                                                          |

### Series de televisión
| Año  | Serie                 | Personaje    | Notas                      |
| ---- | --------------------- | ------------ | -------------------------- |
| 2006 | Die Kinder der Flucht | Ursula Waage | episodio "Breslau brennt!" |

### Directora, productora y escritora
| Año  | Título               | Notas                         |
| ---- | -------------------- | ----------------------------- |
| 2016 | SMS für Dich         | directora                     |
| 2014 | Stavanger            | corto - productora            |
| 2012 | Mittelkleiner Mensch | corto - directora y escritora |

## Premios y nominaciones
| Año  | Categoría                                                                   | Premio                    | Películas                                                       | Resultado |
| ---- | --------------------------------------------------------------------------- | ------------------------- | --------------------------------------------------------------- | --------- |
| 2015 | Best German Actress                                                         | Jupiter Award             | Rico, Oskar und die Tieferschatten                              | Nominada  |
| 2011 | Best German Actress                                                         | Jupiter Award             | Vincent will Meer                                               | Ganadora  |
| 2009 | Best Actress                                                                | German Film Critics Award | Im Winter ein Jahr                                              | Ganadora  |
| 2009 | Best Young Actress                                                          | Bavarian Film Award       | Im Winter ein Jahr                                              | Ganadora  |
| 2008 | Fiction (junto a Buket Alakus, Jan Berger, Ken Duken y Thierry van Werveke) | Adolf Grimme Award        | Eine andere Liga                                                | Nominados |
| 2008 | Best Actress - National                                                     | Bambi Award               | Im Winter ein Jahr                                              | Ganadora  |
| 2007 | Best Young Supporting Actress - Film                                        | Undine Award              | Perfume: The Story of a Murderer                                | Ganadora  |
| 2007 | Actress                                                                     | New Faces Award           | Eine andere Liga Deutschmänner Perfume: The Story of a Murderer | Nominada  |